# شرحی کشاف در باب زندگی و مرگ نابه‌هنگام زنی در مطبخ
شرحی کشاف در باب زندگی و مرگ نابه‌هنگام زنی در مطبخ نمایشنامه‌ای از محمد چرمشیر است. این نمایشنامه که یک تک‌گویی است، در سال ۱۳۶۵ نوشته شده، و برای اولین بار در سال ۱۳۷۲ با کارگردانی مشترک حمید قطبی و سیمین خرم به‌روی صحنه رفته است.
شرحی کشاف در باب زندگی و مرگ نابه‌هنگام زنی در مطبخ در سال ۱۳۷۸ در آفتاب امروز چاپ شده است.